# Craig Au Yeung Ying Chai
En aquest nom xinès, el cognom és Au Yeung.
Craig Au Yeung Ying Chai (xinès: 歐陽應霽; Hong Kong, 1961) és un autor de còmics, dissenyador gràfic, discjòquei, filòsof, productor de ràdio, presentador de televisió, director creatiu, i crític de còmics hongkonguès. És fill del reconegut pintor Naizhan Au Yeung. A més a més, és el fundador de la revista de renom Cockroach, que reuneix artistes tant del seu país natal com de Taiwan i de la Xina continental.

## Biografia
Va néixer a Hong Kong i va estudiar el parvulari, la primària i els primers anys de la secundària a l'escola de Xiangdao. Després, segons la partició dels cicles escolars de la Xina, va accedir a l'escola d'Arts i Ciències de Kowloon. Finalment, el 1987, es va llicenciar en Disseny Gràfic a la Universitat Politècnica de Hong Kong. Va ser amb el tema de la decoració de la llar de Hong Kong que el 1987 hi va rebre un màster en Filosofia.
L'any següent es va incorporar a la Ràdio Comercial de Hong Kong, on va treballar com a disc-jòquei i productor. El 1997, però, va dimitir com a director creatiu. A partir de llavors treballaria com a presentador de diverses cadenes radiofòniques i televisives hongkongueses, entre les quals destaquen Metro Broadcast Corporation, RTHK, Hong Kong Cable Television i TVB.
Pel que fa a la seva faceta dibuixística, el 1999 va participar en el recull d'historietes mudes Comix 2000, coordinat per Jean-Christophe Menu i llançat al mercat per L'Association. En total, van contribuir-hi 324 autors de 29 països diferents i consta de 2 000 pàgines, atès que el llibre commemora l'entrada de l'any 2000.
Ja entrat el segle XXI, el 2003, va fer públic el seu primer llibre relatiu a l'alimentació, titulat 半飽——生活高潮之所在. Dos anys més tard, presentaria a TVB el programa 回味無窮 del mateix tema. L'últim que ha publicat en aquesta línia és el llibre 香港味道.
El 2016, va fer de presentador de l'espectacle de varietat xinès 年味有Fun. Actualment, escriu un suplement a la columna 中年無休 del diari en xinès Ming Pao, publicat de dilluns a divendres.